# Dreifaltigkeitskirche (Hausen)

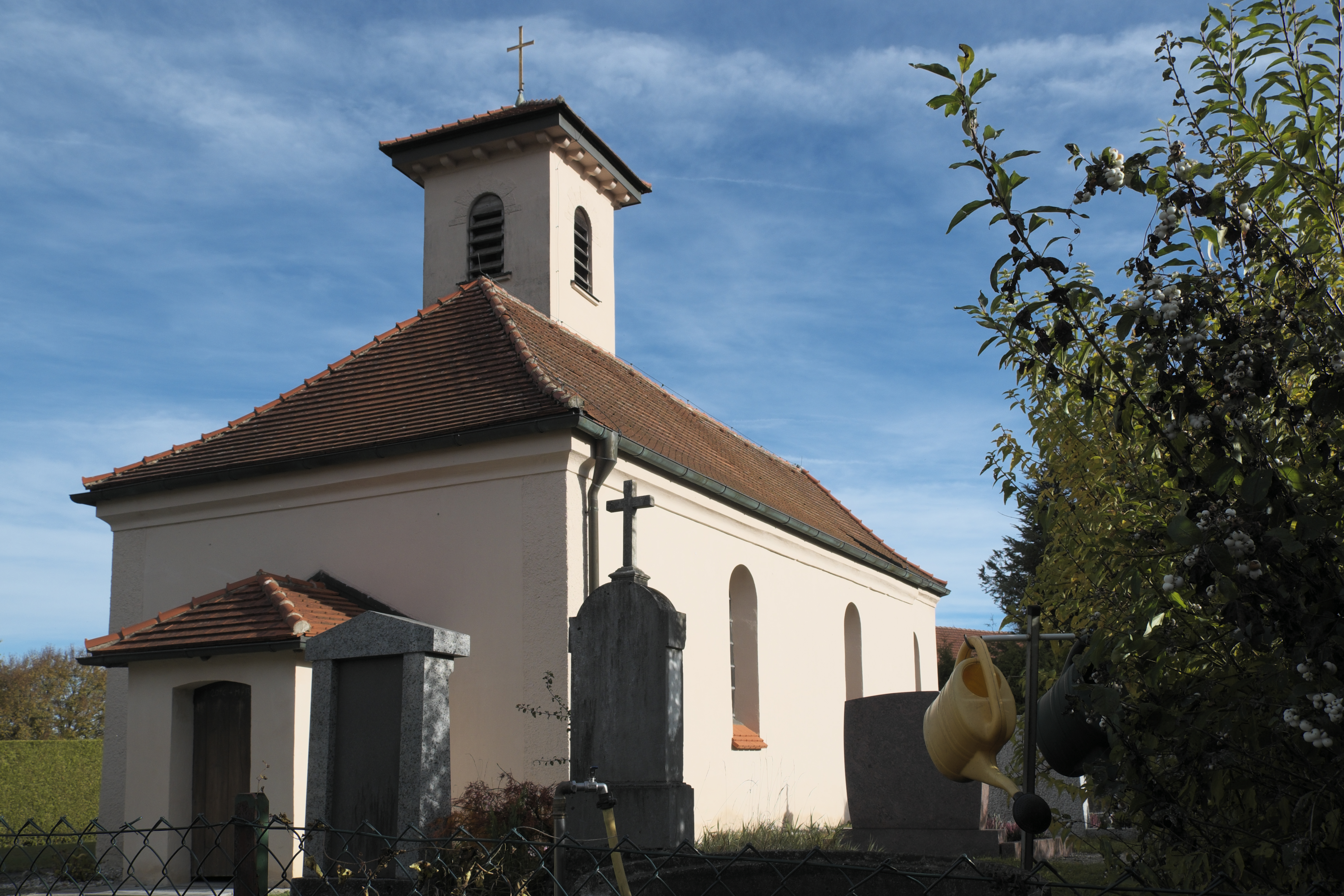
Dreifaltigkeitskirche vom Friedhof aus gesehen

Die römisch-katholische Dreifaltigkeitskirche in Hausen, einem Ortsteil der Gemeinde Gauting im oberbayerischen Landkreis Starnberg, wurde 1822 neu errichtet und gehört als Filialkirche zum Bistum Augsburg.

## Geschichte

### Vorgängerbau
Die Dorfkirche befand sich ursprünglich innerhalb des Etters des ältesten Hofes. In einer Feldafinger Urkunde von 1400 wird von der Einweihung durch den Augsburger Bischof berichtet. Im Jahr 1671 wurde die Kirche mit Choraltar von Georg Wunderl und Hans Nursch ausgebaut. Es folgten die Seitenaltäre von Georg Dersch (1688) und Ignaz Biedermann (1723). Bereits 1707 wird der Beginn des Neubaus berichtet und 1718 erfolgt die Ausstattung mit zwei Glocken.

### Neubau
Im Frühjahr 1815 brannte die Kirche zunächst teilweise aus und wurde bei einem Dorfbrand am 9. November desselben Jahres fast vollständig zerstört. Im Jahr 1822 wurde die Kirche mit viel Eigenleistung der Hausener und Gesamtkosten von 2.476 Gulden neu errichtet. Das Patrozinium wechselte auf die Heilige Dreifaltigkeit. Anstelle der Zwiebelkuppel erfolgte ein klassizistischer Abschluss. Der Innenausbau im neuromanischen Stil wurde erst 1881 abgeschlossen.
Die Kirche gehört zur Pfarrei St. Laurentius Unterbrunn und der Pfarreiengemeinschaft Weßling.